# Abū Yaʾlā al-Mauṣilī
Abū Yaʿlā al-Mauṣilī, Aḥmad b.ʿAlī b. al-Muthannā b. Yaḥyā al-Tamīmī al-Mauṣilī arabisch أبو يعلى أحمد بن علي بن المثنى بن يحيى التميمي الموْصِلِي (geboren 825 in Mossul, gestorben 919) war ein sunnitisch-islamischer Rechts- und Hadithgelehrter. Mit 15 Jahren begann er seine Studienreise nach Baghdad. Er war ein Schüler von Yahyā ibn Ma'īn, und am besten bekannt für sein Musnad al-kabīr.

## Leben
Im Alter von 15 Jahren reiste Abū Yaʿlā, mit Hilfe seines Vaters und seines Onkels, nach Baghdad um sich religiöses Wissen anzueignen, und anschließend alleine nach Kufa, Basra, in den Hedschas, nach Ägypten, in die Levante, und andere Städte. Er studierte Hadith in Baghdad unter der Aufsicht von Yahyā ibn Ma'īn, Ahmad ibn Hanbal, Ibn Khayyāt, und unter Ibn Abī Schaiba und ʿAlī ibn al-Madīnī und bei vielen anderen. In Fiqh hielt er dieselben Meinungen wie Abū Hanīfa und studierte bei den Gefährten Abū Yūsufs. Ein Konsens über seine Integrität wird berichtet. Von ihn überliefern an-Nasāʾī, Ibn Hibban, Ibn al-Muqri', Al-Kinānī, Ibn 'Adī, Ibn al-Sunnī, und andere.

## Werke
- Musnad Abī Yaʿlā al-Mauṣilī ist eine Sammlung von Traditionen, die in ihrem Aufbau an der Struktur der Musnad orientiert ist. Die 7555 Hadithe sind überwiegend Marfū', auf den Propheten Mohammed zurückzuführen. 210 Prophetengefährten werden darin erwähnt. Das Buch wird u. a. überliefert von Ibn Ḥamdān al-Ḫairī und Ibn al-Muqriʾ. Gedruckt bei Dār al-Maʾmūn, Damaskus, 1984.
- Al-Mu'jam eine Hadithsammlung wo die Überlieferer von Abū Ya'lā nach dem Alphabet geordnet sind. Gedruckt von Idārat al-'Ulūm al-Athariyyah, Faysal Ābād, 1986/87.
- Al-Mafārīd eine Hadithsammlung von Hadithen die jeweils nur ein einzelner Scheich von Abū Ya'lā überliefert. Gedruckt von Maktabatu Dar-al-Aqsā, Kuwait, 1985.
- Kitāb Hadīth Muhammad ibn Baschschār Bindār 'an Schuyūkhihi eine Sammlung von Hadithen von Muhammad ibn Baschschār Bindār nach seinen Lehrern. Gedruckt von Al-Madschalla al-Aḥmadiyyah, 2004, herausgegeben von Dr.ʿAbd al-Raḥīm ibn Yaḥyā ibn al-Ḥamūd.